# Pankaj Naram
Pankaj Naram (Mumbai, 4 maggio 1955 – Mumbai, 19 febbraio 2020) è stato un medico e personaggio televisivo indiano.
Esperto di Medicina Tradizionale Indiana (Ayurveda e Siddha-Veda), conseguì fama internazionale anche attraverso numerose apparizioni televisive e riconoscimenti internazionali.

## Vita e lavoro
Pankaj Naram studiò presso l'Università di Mumbai, dove ottenne diversi diplomi in Medicina Ayurvedica, ed era registrato presso il Medical Council of Indian Medicine.
Dopo gli studi universitari, Naram iniziò un percorso formativo con il Maestro, Medico tradizionale e guaritore Baba Ramdas, dal quale apprese antichi metodi avanzati di guarigione (a volte chiamati Siddha-Veda), inclusi il metodo della diagnosi del polso e i marma shakti.
Naram fu direttore della Ayushakti Ayurveda a Mumbai, dal 1987 al 2012. 
Fu fondatore e direttore di Ancient Youth Secret, un'azienda produttrice di integratori alimentari tradizionali. Viaggiò in tutto il mondo, tenendo conferenze e corsi di formazione sugli antichi metodi di guarigione, sui loro principi e sulle pratiche inerenti ai metodi curativi da lui appresi negli anni.
Ottenne dal 2008 fama internazionale attraverso il programma televisivo Yoga for You trasmesso  dall’emittente televisiva Zee TV, poi mandato in onda in altri 169 paesi. Dal 2016 apparve anche nel programma Ancient Healing, trasmesso da Colours TV. In entrambi i programmi, il medico indiano offriva suggerimenti basati sui sei strumenti del Siddha-Veda, tra cui dieta, marma, stile di vita e rimedi tradizionali da prepararsi in casa. 
In seguito alla strage dell'11 settembre 2001 avvenuta a New York, il Dottor Naram aiutò e seguì, con i rimedi e trattamenti naturali, i soccorritori che avevano subito danni di salute, dovuti ai fumi e ai gas tossici inalati durante il lavoro di salvataggio presso l'area di Manhattan, accanto al World Trade Center. Uno studio scientifico indipendente avrebbe poi valutato l'efficacia dei rimedi erboristici utilizzati da Naram. Naram ottenne il premio Humanitarian of the Year dal Parlamento del New Jersey per il suo impegno umanitario e gli sforzi fatti per aiutare i soccorritori dell'11 settembre 2001.
Dal 2017, Naram insegnò allo Steinbeis Transfer Institute Health Competence and Health Education presso l'Università Steinbeis-Hochschule di Berlino (SHB).